# Callicrate (ammiraglio)
Callicrate (in greco antico: Καλλικράτης?, Kallikrátes; Samo, ... – ...; fl. III secolo a.C.) è stato un militare, funzionario e sacerdote greco antico, attivo sotto il regno di Tolomeo II Filadelfo.

## Biografia
Callicrate, figlio di un certo Boisco, proveniva dall'isola greca di Samo e aveva due fratelli, Perigene e Aristonico. Nel 272 a.C. Callicrate fu nominato sacerdote eponimo di Alessandro e fu il primo che associò questo culto a quello dei Tolomei (i Theoi Adelphoi, cioè Tolomeo II e Arsinoe II). Ci sono tracce epigrafiche della presenza di Callicrate in tutto il Mediterraneo orientale negli anni 270 e 260 a.C., dove è talvolta indicato con il titolo di nauarchos; fu uno dei membri della delegazione tolemaica che andò nel mar Egeo per portare le isole greche dalla parte di Tolomeo II, subito prima della guerra cremonidea.
Per quanto riguarda la sua attività militare, oltre a sapere che fosse un ammiraglio della flotta tolemaica, non si conosce nulla di certo.